# بکش یا شفا بده
بکش یا شفا بده (انگلیسی: Kill or Cure) یک فیلم کمدی صامت آمریکایی است که در سال ۱۹۲۳ منتشر شد.

## بازیگران
- استن لورل
- کاترین گرانت
- نوآ یانگ
- ادی بیکر
- سمی بروکس
- هلن گیلمور
- جرج رو
- چارلز استیونسون